# أدلين كاستيلينو
أدلين ميويس كوادروس كاستيلينو (من مواليد 24 مايو 1998) عارضة أزياء وحاملة لقب ملكة جمال هندية بعدما توجت في مسابقة ملكة جمال ديفا 2020. ومثلت الهند في مسابقة ملكة جمال الكون 2020، وحلت في مركز الوصيفة الثالثة.

## نشأتها
ولدت كاستيلينو في مدينة الكويت لأبوين هنديين هم ألفونسوس وميرا كاستيلينو. عائلتها هي في الأصل من ديافرا في مدينة أودوبي، ولاية كارناتاكا. التحق أدلين كاستيلينو في الكويت، بالمدرسة المركزية الهندية. عادت كاستيلينو في سن الخامسة عشر إلى الهند وانتقلت إلى مومباي، حيث التحقت بالمدرسة الثانوية في سانت كزافييه. التحقت بعد ذلك بكلية ويلسون في مومباي، حيث تخرجت بشهادة في إدارة الأعمال.

## روابط خارجية
- أدلين كاستيلينو على إنستغرام

| الجوائز و الإنجازات | الجوائز و الإنجازات       | الجوائز و الإنجازات |
| ------------------- | ------------------------- | ------------------- |
| سبقه فارتيكا سينغ   | ملكة جمال ديفا الكون 2020 | تبعه هارناز ساندو   |

|}